# Základní věta algebry
Základní věta algebry (též označovaná jako Fundamentální věta algebry) je důležité matematické tvrzení, které má fundamentální význam v algebře, ale podstatnou roli hraje i v dalších odvětvích matematiky. Říká, že každý nekonstantní polynom s komplexními koeficienty má alespoň jeden komplexní kořen. Nejstarší publikovaný důkaz pochází od Jeana-Roberta Arganda z roku 1806.

## Přesné znění

Animace ilustrující důkaz základní věty algebry na polynomu

Nechť {\displaystyle P(x)=a_{n}\cdot x^{n}+\ldots +a_{0}} je polynom s koeficienty {\displaystyle a_{0},\ldots ,a_{n}\in \mathbb {C} ,\;a_{n}\neq 0} stupně {\displaystyle \,n\geq 1}. Pak existuje číslo {\displaystyle \,c\in \mathbb {C} }, že {\displaystyle \,P(c)=0}.

## Důkazy
Ač název věty odkazuje na algebru, jedná se o historický název, kdy se pod algebrou rozumělo především řešení algebraických rovnic. I vzhledem k tomu, že obsahem tvrzení jsou komplexní čísla, která jsou spíše analytickým objektem, všechny důkazy v menší či větší míře využívají metody analytické matematiky. Není jasné, zda vůbec čistě algebraický důkaz existuje.
Jeden z důkazů předložil i Carl Gauss ve své disertaci z roku 1799. Ten však obsahoval mezery. Později větu dokázal ještě třemi dalšími způsoby.

### Komplexně analytický důkaz
Základní věta algebry je snadným důsledkem Liouvilleovy věty z komplexní analýzy:
Je-li f holomorfní omezená funkce na {\displaystyle \mathbb {C} }, pak f je konstantní.
Dále se dokazuje sporem. Nechť nějaký polynom P(x) s komplexními koeficienty aspoň prvního stupně nemá komplexní kořen. Pak funkce g(x) daná předpisem {\displaystyle g(x)={\frac {1}{P(x)}}} je definována na celém {\displaystyle \mathbb {C} }. Dále jistě v komplexní rovině existuje kruh K se středem v nule takový, že {\displaystyle |P(x)|\geq 1} pro x ležící mimo K. Protože |P(x)| je spojitá funkce nenulová na K a K je kompaktní, existuje {\displaystyle \,\varepsilon >0}, že {\displaystyle \,|P(x)|>\varepsilon } pro x z K. Potom {\displaystyle |g(x)|<\max(1,{\frac {1}{\varepsilon }})} pro každé {\displaystyle x\in \mathbb {C} }. Tedy g(x) je omezená na {\displaystyle \mathbb {C} } a holomorfní je zřejmě. Podle Liouvillovy věty tedy je g(x) konstantní a tedy i P(x) je konstantní, což je spor.

## Důsledky
- Těleso komplexních čísel je algebraicky uzavřené.
- Polynom s komplexními koeficienty stupně {\displaystyle n\geq 1} má v komplexní rovině právě n kořenů (počítá-li se každý kořen tolikrát, kolik je jeho násobnost).
- Každý polynom s reálnými koeficienty lze zapsat jako součin konstanty a monických ireducibilních polynomů (v {\displaystyle \mathbb {R} }) stupňů jedna a dva.
- Každou racionální funkci lze rozložit na součet parciálních zlomků.